# Por que Ultraje a Rigor?, Vol. 2
Por que Ultraje a Rigor?, Vol. 2 é um álbum de estúdio da banda de rock brasileira Ultraje a Rigor. O seu lançamento foi feito em 21 de agosto de 2015 e o álbum foi disponibilizado apenas em download digital e em serviços de streaming, não tendo disponível uma versão física a venda nas lojas. É uma continuação do álbum Por que Ultraje a Rigor?, lançado em 1990.
O álbum reúne uma compilação de músicas instrumentais que fazem parte da trilha sonora tocada pela banda nos late-night talk shows apresentados por Danilo Gentili, sendo eles o Agora É Tarde com Danilo Gentili (Band; 2011-2013) e o The Noite com Danilo Gentili (SBT; 2014-presente). Entre elas, estão versões instrumentais como "Walk Don't Run", dos The Ventures, "Arnold Layne" do Pink Floyd e "O Milionário" da banda Os Incríveis, além do tema de abertura do The Noite.

## Faixas
| N.º            | Título                                    | Duração |  |
| 1.             | "Nitro"                                   | 2:28    |  |
| 2.             | "Rawhide"                                 | 2:09    |  |
| 3.             | "Arnold Layne"                            | 2:30    |  |
| 4.             | "Love Pipe"                               | 3:07    |  |
| 5.             | "O Milionário (The Millionaire)"          | 3:30    |  |
| 6.             | "La Cumparsita"                           | 2:30    |  |
| 7.             | "Walk Don't Run"                          | 2:30    |  |
| 8.             | "Sleep Walk"                              | 2:19    |  |
| 9.             | "Run Chicken Run"                         | 1:56    |  |
| 10.            | "Green Hornet"                            | 1:34    |  |
| 11.            | "Penetration"                             | 2:20    |  |
| 12.            | "Rise and Fall of Flingel Bunt"           | 2:58    |  |
| 13.            | "Marcha Funebre (Chopin's Funeral March)" | 2:49    |  |
| 14.            | "Rebel Rouser"                            | 1:48    |  |
| 15.            | "Perfidia"                                | 1:53    |  |
| 16.            | "Mae"                                     | 1:50    |  |
| 17.            | "Caravan"                                 | 3:07    |  |
| 18.            | "Pipeline"                                | 2:07    |  |
| 19.            | "The Man From U.N.C.L.E. Theme"           | 2:21    |  |
| 20.            | "Tema de Abertura do The Noite"           | 0:50    |  |
| Duração total: | Duração total:                            | 46:36   |  |